# Deixuplina

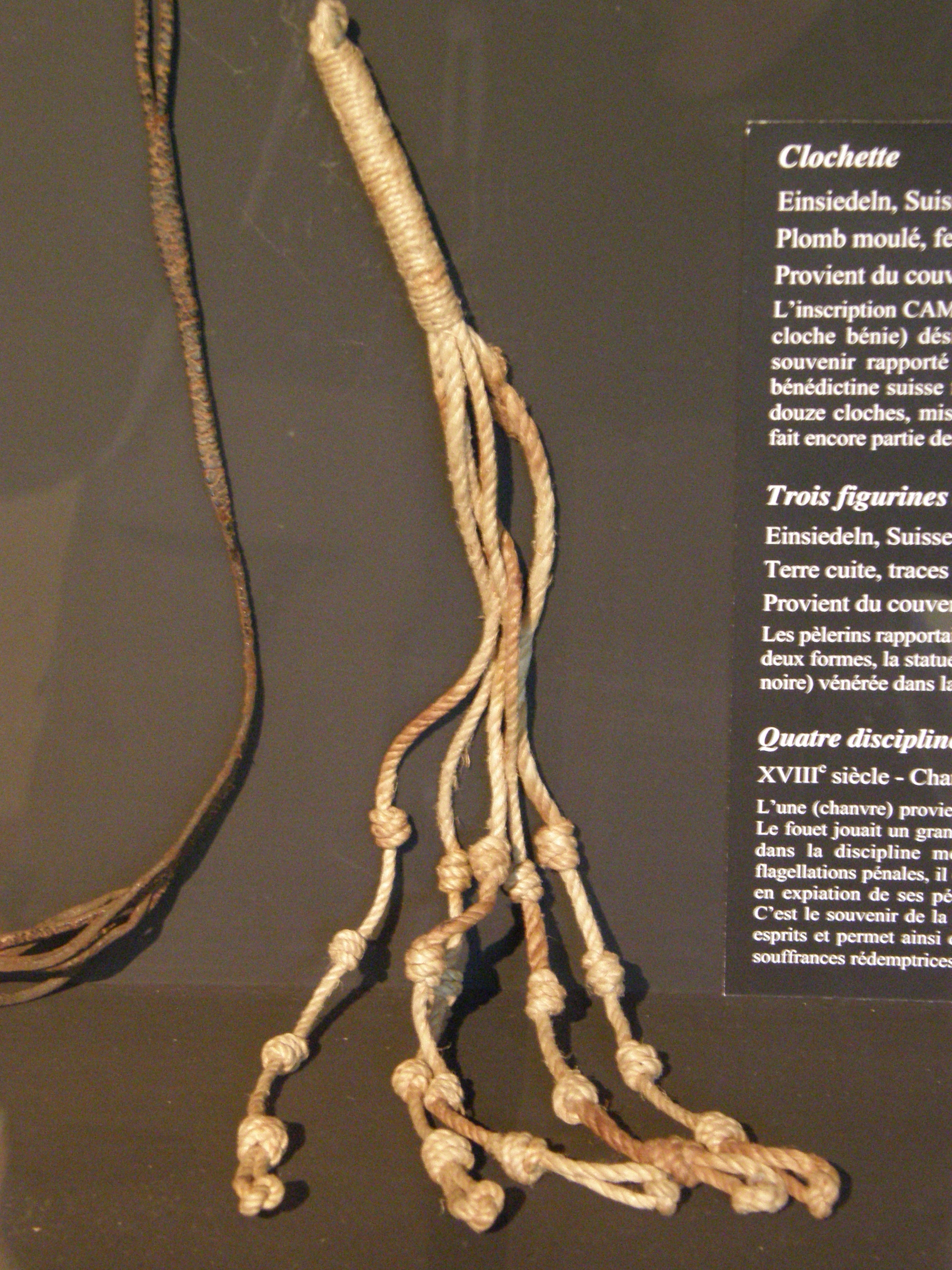
Deixuplina en cànem (segleXVIII). Les marques vermelles sobre els fils són probablement de sang

Una deixuplina és un petit flagell fet de cuir, de cànem o de metall que serveix per a infligir un càstig físic (auto-flagel·lació) (habitualment a l'esquena), seguint un ritu religiós. Es tracta d'una forma de mortificació.
La deixuplina típica posseeix diverses tires que s'ajunten en una empunyadura de forma similar al gat a nou cues. La deixuplina, i la maça amb cadenes són dos símbols de poder i de domini representades a les mans d'Osiris durant l'era egípcia. Aquest tipus d'instruments no s'han modificat en els últims anys. Amb una forma similar però dedicat exclusivament a l'agricultura (per batre el blat) és la batolla.
L'autoflagel·lació ha estat una pràctica habitual al llarg del temps i en diverses religions. La utilització regular de la deixuplina forma part de les pràctiques dels membres numeraris de l'Opus Dei en l'actualitat, que segueixen l'exemple del seu fundador, Josemaría Escrivá de Balaguer.